# Сангвинети (Бјела)
Сангвинети је насеље у Италији у округу Бијела, региону Пијемонт.
Према процени из 2011. у насељу је живело 19 становника. Насеље се налази на надморској висини од 440 м.